# Capromyini
Capromyini – plemię ssaków z podrodziny hutii (Capromyinae) w obrębie rodziny kolczakowatych (Echimyidae).

## Zasięg występowania
Plemię obejmuje gatunki występujące na Karaibach.

## Podział systematyczny
Do plemienia należą następujące rodzaje:
- Geocapromys F.M. Chapman, 1901 – nocohutia
- Capromys Desmarest, 1822 – hutia
- Mesocapromys Varona, 1970 – skrytohutia
- Mysateles Lesson, 1842 – kubohutia – jedynym przedstawicielem jest Mysateles prehensilis (Poeppig, 1824) – kubohutia rudawa